# امیراعلم خزیمه
امیراعلم خزیمه سیاست‌مدار ایرانی بود، که در دوره های  بیست و سوم و  بیست و چهارم  بعنوان نماینده بیرجند  از استان خراسان جنوبی در مجلس شورای ملی حضور داشت.